# Výbor Evropského parlamentu pro zahraniční věci
Výbor pro zahraniční věci (AFET, podle francouzského názvu „Affaires étrangères“), dříve nazývaný výbor pro politické záležitosti, je výborem Evropského parlamentu. Skládá se ze 75 členů a 74 náhradníků a má dva podvýbory: podvýbor pro lidská práva (DROI) a podvýbor pro bezpečnost a obranu (SEDE).
Zahraniční věci nejsou oblastí, nad kterou by měl Parlament velkou moc, ale vzhledem k prestiži této oblasti přitahuje vysoký podíl známějších a vlivnějších poslanců EP.

## Členové
Aktuální seznam členů najdete na webových stránkách Evropského parlamentu: členové AFET

## Předsedové
| Období                         | Předseda                    | Skupina | Stát               |
| ------------------------------ | --------------------------- | ------- | ------------------ |
| červenec 1979 – duben 1980     | Emilio Colombo              | EPP     | Itálie             |
| duben 1980 – červenec 1984     | Mariano Rumor               | EPP     | Itálie             |
| červenec 1984 – leden 1987     | Roberto Formigoni           | EPP     | Itálie             |
| leden 1987 – červenec 1989     | Sergio Ercini               | EPP     | Itálie             |
| červenec 1989 – únor 1991      | Giovanni Goria              | EPP     | Itálie             |
| únor 1991 – leden 1992         | Maria Luisa Cassanmagnagová | EPP     | Itálie             |
| leden 1992 – červenec 1994     | Enrique Barón               | PES     | Španělsko          |
| červenec 1994 – leden 1997     | Abel Matutes                | EPP     | Španělsko          |
| leden 1997 – červenec 1999     | Tom Spencer                 | EPP     | Spojené království |
| červenec 1999 – únor 2007      | Elmar Brok                  | EPP     | Německo            |
| únor 2007 – červenec 2009      | Jacek Saryusz-Wolski        | EPP     | Polsko             |
| červenec 2009 – prosinec 2012  | Gabriele Albertini          | EPP     | Itálie             |
| prosinec 2012 – 18. ledna 2017 | Elmar Brok                  | EPP     | Německo            |
| 24. ledna 2017 –               | David McAllister            | EPP     | Německo            |
| Zdroj (1979–2007):             |                             |         |                    |

## Vztahy se střední Asií
Výbor pro zahraniční věci navázal prostřednictvím pravidelných návštěv a setkání intenzivní spolupráci s Kazachstánem, nejbohatší zemí střední Asie. Evropský parlament a Kazachstán pořádají výroční zasedání parlamentního výboru pro spolupráci.